# Josep Maria Bayarri
Josep Maria Bayarri Hurtado, escrito también a veces Xusep Maria Vaiarri, (Valencia, 1886-1970) fue un escultor, escritor y poeta español.

## Biografía
Nacido en Valencia a finales del siglo XIX, se crio en Alboraya, donde creció bajo los cuidados de su abuela materna al fallecer su madre a la edad de 5 años.
Creyente católico, desde pequeño se apreció en él una sensibilidad artística que le llevó a formarse en varios talleres de escultores. Fue un estudioso del idioma valenciano y un defensor de su cultura y de las letras en general. Se decía de él que "escribía al menos un verso al día". Admiraba a Quevedo y a Rubén Darío. 
Estudió en la Escuela de Bellas Artes de San Carlos. Inició en 1915 la publicación de una colección de poesía en valenciano, "Poetes valencians contemporanis", en la que participaron varios poetas de su generación. Participó en la fundación de las revistas de poesía en valenciano "El vers valencià" (1934) y "Ribalta" (1939). Fue catedrático de anatomía de la Escuela de Bellas Artes.
En 1928, en plena dictadura de Primo de Rivera, creó un pequeño grupo regionalista llamado Els cavallers de Vinatea.
Tras la guerra civil española pobló de imágenes y esculturas religiosas muchas iglesias de Valencia y pueblos adyacentes.
Es el padre del escultor valenciano Nassio Bayarri.
En varias etapas de su vida literaria, trabajó en una serie de normas lingüísticas para el valenciano basadas en la fonética del apitxat y en su conocimiento del idioma y la cultura valenciana, conocidas como Normas del 22.

## Obras
- Precs de pau (1915)
- Llaus lírics (1915)
- Catecisme ètnic de la pàtria valenciana (1922, no publicado)[3]
- Roger de Flor (1925)
- Foc i flama (1928)
- Els cavallers de Vinatea (1928)
- El perill catalá (1931).
- Romanser de Lourdes
- Escarotanereides (1954)
- Monoleqs i dialeqs
- Alfavetisasió dels valensians (1966)
- Qartilla valensiana (1966)
- Bayarri autovïográfiq (1966)
- Apolitisasió dels valensians (1967)
- Versos Profans. En omenatxe a Ruven Dario en son Sentenari Natal 1867-1967 (1967)
- Istoria de la Esqultura Valensiana (1969)
- La qinteta epdomadaria (1970)